# 小諸市立小山敬三美術館
小諸市立小山敬三美術館（こもろしりつこやまけいぞうびじゅつかん）は長野県小諸市にある美術館。

## 概要

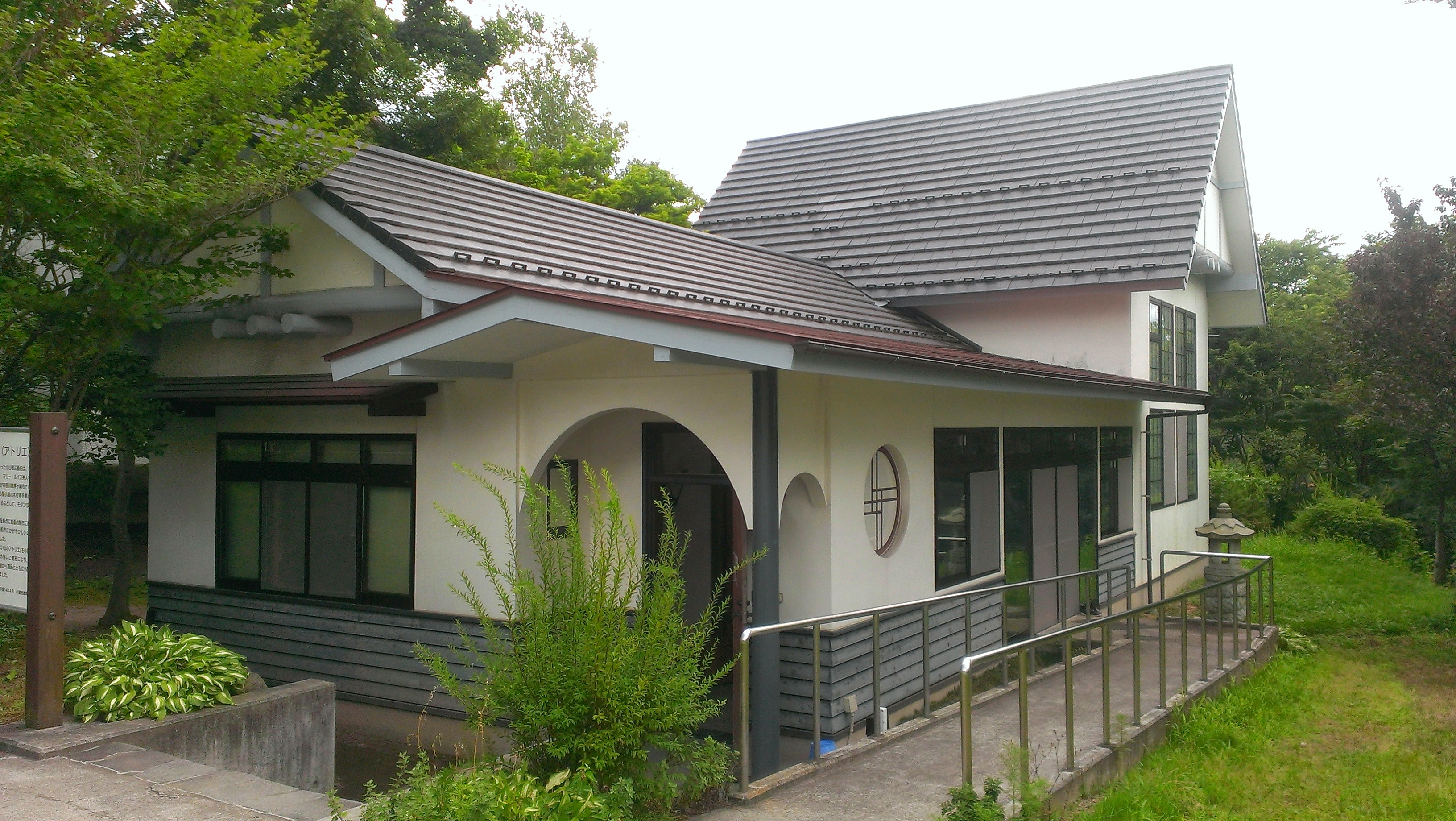
小山敬三記念館（アトリエ）

懐古園内の高台にある小諸市出身の洋画家小山敬三の個人美術館。
小山敬三が建築家村野藤吾設計の館建物と所蔵作品を小諸市に寄贈し、1975年に開館した。
館は外部内部とも曲線を多用するデザインで、館内は湾曲した壁面に絵画が展示される。
館に隣接して旧居兼アトリエが移築されて、記念館として公開されている。 

## 主な所蔵品
- 赤い橋　1921年
- ブルーズ・ド・ブルガリ 1948年
- 浅間山新雪　1968年
- 白鷺城
- 盛夏樹林
- 浅間

## 利用情報
- 開館日時 - 8:30～17:00
- 休館日 - 水曜日、年末年始（12月29日～1月3日） 、ほか
- 入館料 - 500円（懐古園入園料、他施設入館料含む。小山敬三美術館単独入館は300円）

## 交通アクセス
- しなの鉄道 小諸駅 徒歩10分